# Mariä Heimsuchung (Appertshofen)

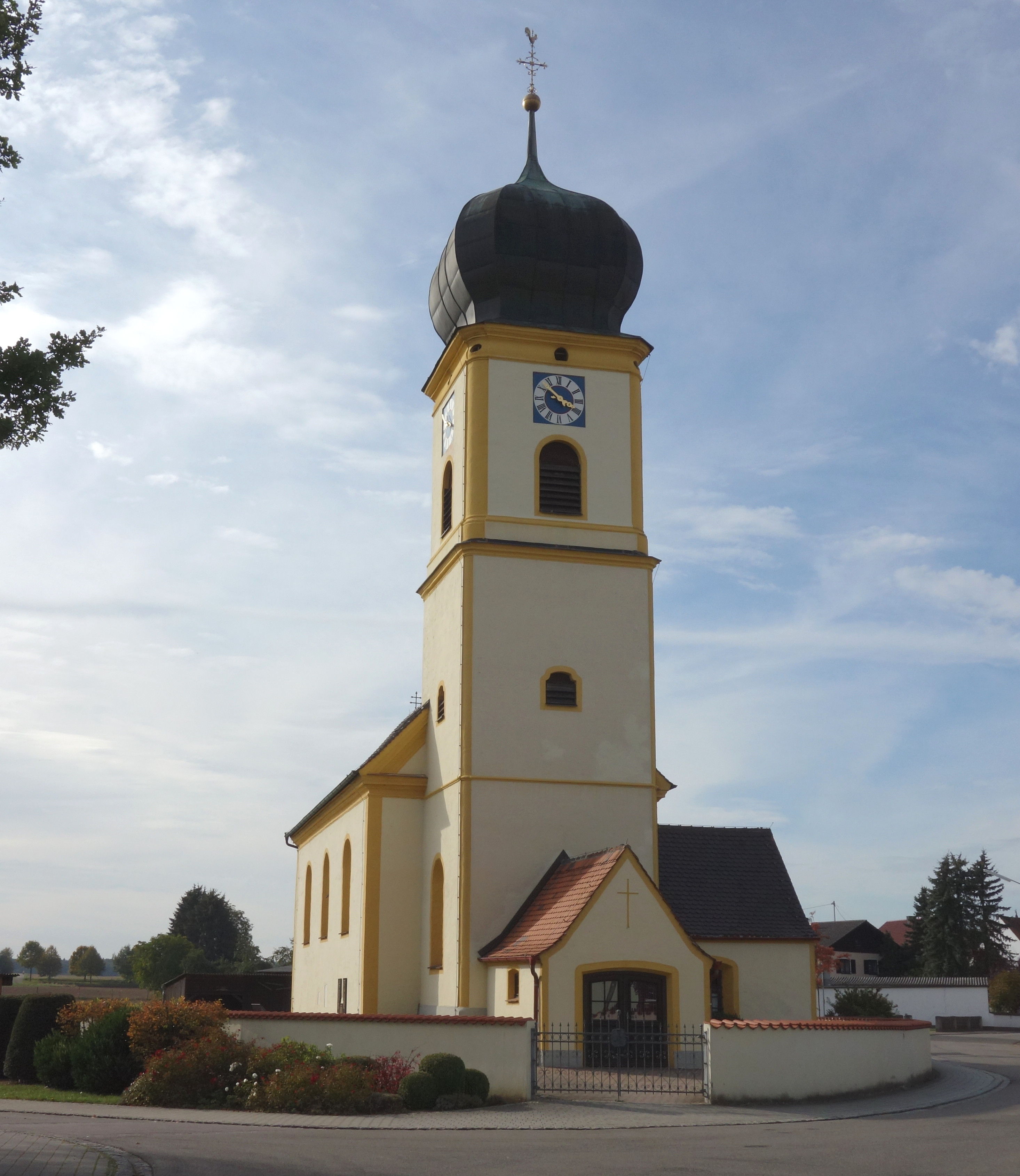
Mariä Heimsuchung

Die römisch-katholische Pfarrkirche Mariä Heimsuchung in Appertshofen gehört zum Dekanat Pförring des Bistums Regensburg.

## Geschichte
Um 1200 wurde eine erste Kirche errichtet, die 1350 erstmals erwähnt wurde. Sie war „Unser Lieben Frauen Maria am See“ geweiht und war bis vor 200 Jahren eine beliebte Wallfahrtskirche. Eine Quelle, die hier sprudelte, sollte bei Augenleiden helfen. Nachdem die Kirche 1580 abgebrannt war, wurde sie ab 1581 wieder aufgebaut. Im Jahr 1737 wurde sie vom Ingolstädter Stadtmaurermeister Michael Anton Prunnthaller barock umgebaut.

## Ausstattung
Der barocke Hochaltar kam 1966 aus der St.-Oswald-Kirche in Hepberg. Er wurde um 1677 in Ingolstadt angefertigt. In der Hochaltarnische steht ein gotisches Gnadenbild, eine Madonna mit dem Jesuskind. Das Deckenfresko von 1720 zeigt Maria als Heil der Kranken.

## Orgel

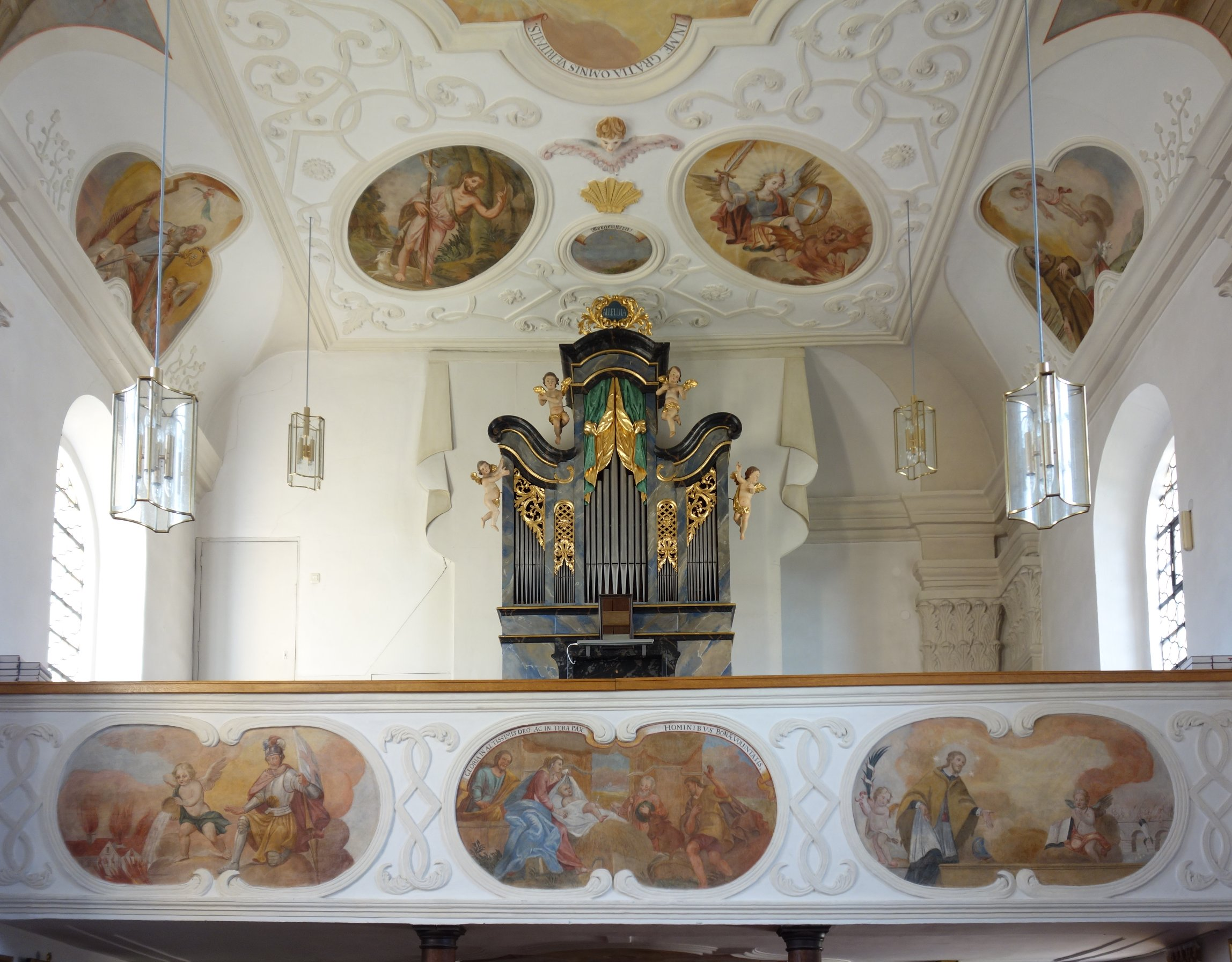
Empore mit Orgel

Die Orgel wurde 1735 von Caspar König als Chororgel für die Franziskanerkirche in Ingolstadt gebaut; sie wurde 1752 nach Appertshofen transferiert. Sie hat ein Manual und sieben Register. Das Pedal wurde später hinzugefügt. Die Disposition lautet:
| Manual C–h2 |    |
| Copel       | 8′ |
| Principal   | 4′ |
| Spitzflöte  | 4′ |
| Octav       | 2′ |
| Superoctav  | 1′ |
| Mixtur      |    |

| Pedal C–d1 |     |
| Subbaß     | 16′ |

- Koppel:  I/P
- Bemerkungen: Schleifladen, mechanische Spiel- und Registertraktur

## Geläut
Die Glocken wurden von der Firma Karl Czudnochowsky in Erding gegossen. Es ist ein dreistimmiges Geläut mit Te-Deum-Motiv.
| Nr. | Name                      | Gussjahr | Masse (kg) | Schlagton |
| 1   | Mariä-Himmelfahrts-Glocke | 1954     | 444        | gis1      |
| 2   | Albertus-Magnus-Glocke    | 1951     | 201        | h1        |
| 3   | Michaelsglocke            | 1953     | 150        | cis2      |